# جستن ماسك
جينيفر جوستين ماسك (الاسم قبل الزواج: ويلسون؛ وُلدت في 2 سبتمبر 1972) هي كاتبة كندية. تُعرف بأنها الزوجة الأولى السابقة لرجل الأعمال إيلون ماسك.

## حياتها الخاصة
بعد علاقة طويلة بدأت تقريبًا عام 1992، تزوجت ويلسون من إيلون ماسك في يناير 2000. وُلد طفلهما الأول عام 2002، لكنه تُوفي نتيجة متلازمة الموت المفاجئ للرضّع عن عمر عشرة أسابيع. ومن خلال الإخصاب الصناعي، أنجبت توأمًا في عام 2004، ثم ثلاثة توائم ذكور في عام 2006. في 13 سبتمبر 2008، أعلنت ويلسون أنها وماسك قرّرا الانفصال. وقد تقاسما حضانة أطفالهما بعد الطلاق.
لاحقًا، كتبت ويلسون مقالًا لمجلة ماري كلير تحدثت فيه عن جوانب اعتبرتها سلبية في زواجها، مثل تجاهل ماسك لطموحاتها المهنية، وتقديمه لنفسه على أنه "الألفا" في العلاقة، وضغطه عليها لتصبح "زوجة مثالية للعرض". وفي عام 2010، وصفت نفسها بأنها "نموذج للزوجة السابقة"، وأكدت أنها كانت على علاقة طيبة بزوجة ماسك آنذاك، تالولا رايلي.
وقد صرّحت بأنها احتفظت باسم العائلة "ماسك" من أجل أولادهما. وفي عام 2022، غيّر أحد التوأمين اسمه رسميًا إلى فيفيان ليعكس هويته الجندرية، واتخذ اسم "ويلسون" كلقب له، معلنًا أنه لم يعد يرغب في أن تكون له أي صلة بوالده.